# 동냥

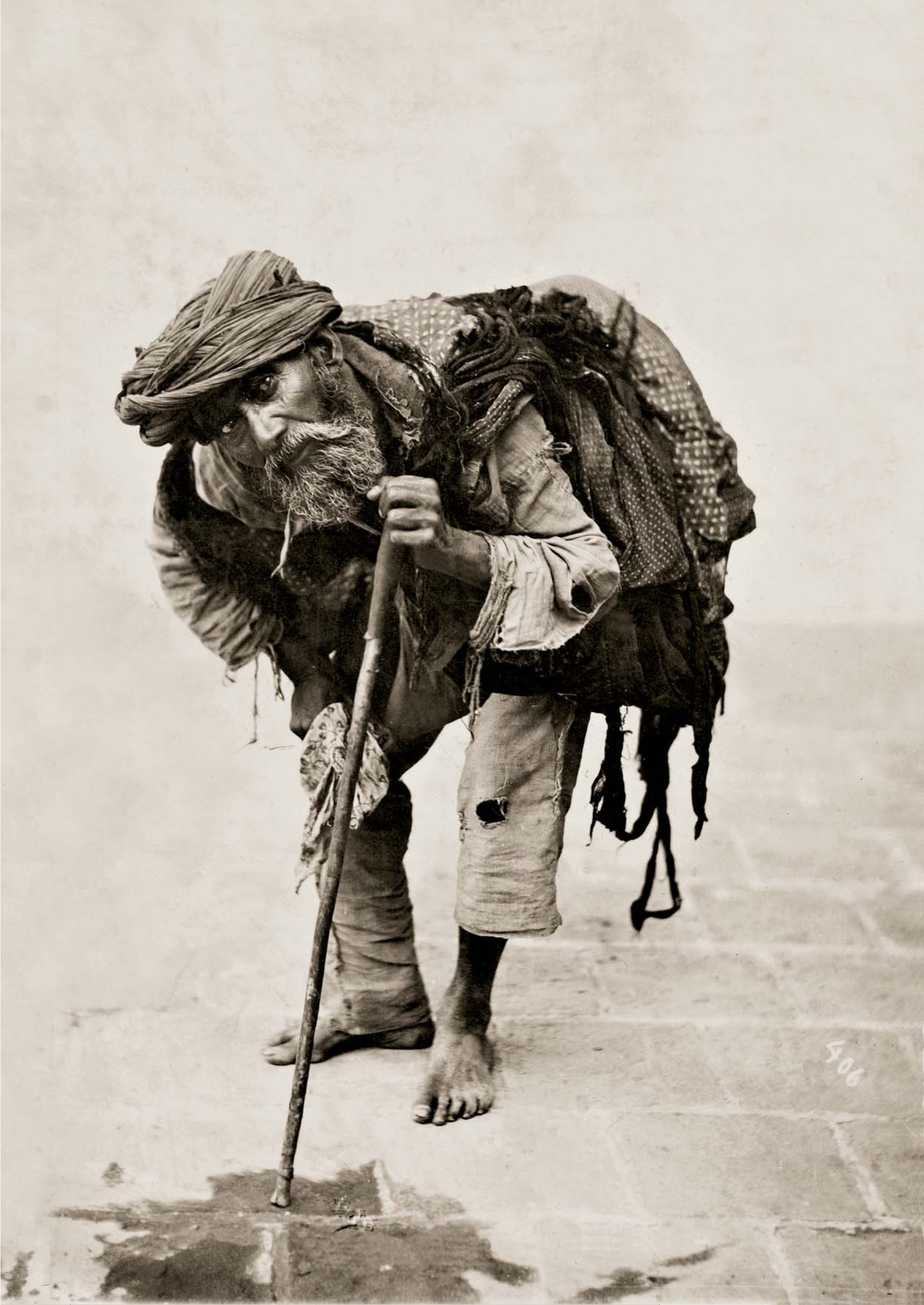
1880년 테헤란의 걸인.

동냥(begging)은 다른 사람의 호의에 의존하여 돈이나 식량을 비롯한 기타 재화를 얻는 불로소득행위다. 다른 말로 구걸(求乞, panhandling), 탁발(卓拔, mendicancy)이라고도 하며, 동냥하는 사람을 동냥아치(begging), 걸인(乞人, panhandler), 탁발자(mendicant)라고 한다.

## 같이 보기
- 벨리사리우스
- 모금